# 維托里奧·維內托號戰艦
维托里奥·维内托号战列舰（意大利語：RN Vittorio Veneto，俗稱VV）義大利皇家海军，於戰間期下水，在二战期间服役，為维托里奥·维内托级高速战列舰（Vittorio Veneto-class）的旗艦。

## 艦歷

### 建造
維內托是在1934年的建造計畫中拍板建造，此外，艦名並非源自位於義大利威尼托大区特雷維索省的维托里奥威尼托市，而是在一戰期間與奧匈帝國的一場決定性勝仗－维托里奥威尼托战役。龙骨於1934年10月28日安置，由亞德里亞海聯合造船廠負責建造，地點在的里雅斯特，恰巧與姊妹舰利托里奧號戰列艦同日開工。1937年7月下水，1939年10月大致完工，會拖這麼久是因為重型裝甲的短缺以及反覆修改藍圖。海試前，為了清理閒置2年而形成的汙垢，維內托於1939年10月4日前往威尼斯，因為只有那裡的軍械庫才有夠大的船塢能容納維內托級的體型。
1939年10月17日，去汙結束，於是她便就地進行穩定性測試。此後，她在10月19日回到的里亞斯特繼續海試，測試於10月23日進行。雖說試測試，但實際上還有測試他的武器強度，並進行數次舾装，所以此次海試持續到1940年3月。
雖然在4月28日宣告完工，但實際上並未完成。最後於五月一日，她前往拉斯佩齐亚進行最後的舾装，並由萊昂·潘卡爾多號與伊曼紐爾·佩薩尼奧號驅逐艦護航。6日，她開始裝載主炮與副炮的砲彈，砲彈裝載工作一直持續到20日，並結束漫長的舾装工程。20日晚些時候，她前往塔蘭托，也就是義大利最大軍港，路上由卡賓槍騎兵號與土著士兵號。抵達塔蘭托後，她旋即義大利皇家海軍的第9師。雖然她與二號艦利托里奧都於8月20日才宣布投入使用，但是早在6、7月時，義大利即對同盟國宣戰 。

### 服役

#### 首遇航母

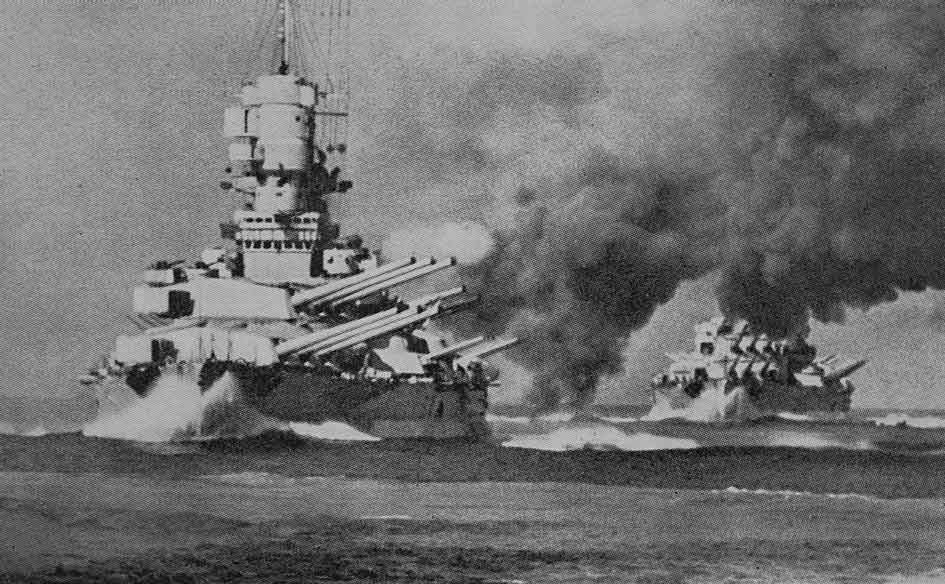
維內托與利托里奧

投入使用沒多久，在1940年11月遭遇由英國皇家海軍發動，從光輝號上起飛的21架劍魚式執行的塔蘭托戰役，雖說維內托在那場戰役中毫髮無損，但眾多主力艦，如加富爾伯爵號戰艦就被重創。戰役結束的隔天早晨，維內托立即被轉移至那不勒斯，臨危受命下出任她海軍的第一艦隊總司令伊尼戈·坎皮奥尼（Inigo Campioni）的旗艦。由於英軍在塔蘭托戰役重創許多軍艦，所以维内托自己帶隊出勤次數很高，目的大多數是對英國馬爾他航線進行攔截任務。同年11月底的斯帕蒂文托角海战后，盟军对那不勒斯港区進行多次空袭，但维内托她卻是如神明護體一般分毫不损，甚至在1941年1月成为了“意大利皇家海军唯一還可以行动的战列舰”。

#### 面對可畏
之後在1941年3月22日，維內托返至那不勒斯，休息四天後，發現在希臘那邊有英國貨船的行蹤，而組織以她為首，並攜帶8艘巡洋艦加13艘驅逐艦的艦隊前去阻擊，好巧不巧的撞見英軍艦隊，史稱“馬塔潘角海戰（Battle of Cape Matapan）”。马塔潘角海战中，縱使來自希臘克里特島的路基轟炸機群对维内托庞大的舰身轮番轰炸，但均未傷其分毫。她甚至差點將猎户座重創，險些令英国地中海的巡洋舰队就此抹去一名成员。最终就算是可畏號航空母艦——完全是不同時代的艦種——發起的第一輪打击也對她毫髮無損，直到15:10發起的第二轮空襲才被艦載鱼雷命中位在後方的动力系统，但英軍隨之而來的牺牲则是讓維內托受創的那架青花鱼式与飞行员的性命。这可是维内托自她担任总旗舰後罕見的被空袭所伤，雖然說她的動力系統受傷，但仍冒着空袭坚持回到了塔兰托港。途中可畏號再度對其發動打擊，雖然她沒受損，但波拉號重巡洋艦就沒這麼好運了，當場重創。雖然夜間派遣札拉等五艘軍艦前去支援，但都是給厭戰等大型軍艦添戰績罷了。

#### 馬爾他
馬塔潘角海戰結束後維內托就待在塔蘭托，直到1941年8月才回到戰場。回到戰場後，1941年9月，為護衛馬爾他，組織了以她為首以及5艘巡洋艦與14艘驅逐艦的艦隊前去阻擊英軍，令英軍考慮用誘餌艦隊將其引出，並用纳尔逊级战列舰還有威尔士亲王号战列舰為首的大型軍艦與其決一死戰，但最後因威爾斯親王號遭到魚雷襲擊而取消，並撤回母港。此後雙方呈現僵局。下次出航，是在1942年中旬維內托帶隊前往馬爾他的任務，但這次就沒那麼幸運了，因為盟軍已開始駐紮在北非了，但即使是美軍，最多丟幾枚近失彈，最後以旗艦等十幾艘軍艦的受創為代價，擊退了英軍。

### 結局
鑒於1942年11月火炬行動的開始，維內托從那不勒斯轉移到塔蘭托，途中遭遇潛艇襲擊，但無傷。等到火炬行動結束，美軍開始對塔蘭托空襲，使得維內托前往拉斯佩齊亞。6月，美軍對拉斯佩齊亞空襲，她被兩枚航彈擊中（雖然其中一枚未爆，仍舊對其造成很大的損傷）。之後她被送去熱那亞維修，但因為拉斯佩齊亞的船塢也被轟炸，所以就一直待到1943年9月義大利投降。之後便因合約的因素贈與英國，最後1948年2月1日除藉，並於拉斯佩齐亚拆解。
維內托一共參加了十一次義大利的艦隊行動，她無疑是義大利最活躍的戰艦。

## 資料來源
- Bagnasco, Erminio & de Toro, Augusto. . Barnsley: Seaforth Publishing. 2011. ISBN 978-1-84832-105-2.
- Čutura, Dinko.  [Guns - defenders of Šibenik]. Hrvatski Vojnik (Ministry of Defence (Croatia)). June 2010, (297). ISSN 1333-9036. （原始内容存档于2010-07-29） （Croatian）.
- de la Sierra, Luis.  [The Naval War in the Mediterranean: 1940–1943]. Barcelona: Juventud. 1976. ISBN 978-84-261-0264-5 （西班牙语）.
- Garzke, William H. & Dulin, Robert O. . Annapolis: Naval Institute Press. 1985. ISBN 978-0-87021-101-0.
- O'Hara, Vincent P. . Annapolis: Naval Institute Press. 2009. ISBN 978-1-59114-648-3.
- Reljanović, Marijo.  [Croatian Navy in defence of the Adriatic]. Hrvatski Vojnik (Ministry of Defence (Croatia)). November 2001, (77). ISSN 1333-9036. （原始内容存档于2013-10-02） （Croatian）.
- Roberts, John. . Gardiner, Robert; Chesneau, Roger  (编). . Annapolis: Naval Institute Press. 1980: 280–317. ISBN 978-0-85177-146-5.
- Rohwer, Jürgen. . Annapolis: Naval Institute Press. 2005. ISBN 978-1-59114-119-8.
- Whitley, M.J. . Annapolis: Naval Institute Press. 1998. ISBN 978-1-55750-184-4.
- Cernuschi, Enrico & O'Hara, Vincent P. . Jordan, John  (编). . London: Conway. 2010: 77–95. ISBN 978-1-84486-110-1.

## 外部連結
- Vittorio Veneto battleships （页面存档备份，存于） Marina Militare website